# Union africaine de judo
L'Union africaine de judo est une association regroupant les fédérations nationales d'Afrique. Son rôle est de gérer et développer le judo à l'échelon continental.
Elle est fondée en décembre 1961 à Dakar sous le nom d'Union afro-malgache de judo (UAMJ). Elle organise ses premiers championnats d'Afrique en juin 1964.
L'Union africaine de judo rassemble 52 fédérations nationales en 2021.

## Compétitions
- Championnats d'Afrique de judo
- Championnats d'Afrique juniors de judo
- Championnats d'Afrique cadets de judo
- Judo aux Jeux africains

## Présidents
- 1990 - avril 2016 :  Lassana Palenfo[3]
- avril 2016 - mai 2021 :  Habib Sissoko[3]
- depuis mai 2021 :  Siteny Randrianasoloniako[3]